# Ilha Jens Munk
A Ilha Jens Munk é uma ilha desabitada do Arquipélago Ártico Canadiano. Localizada na bacia de Foxe, situa-se perto da costa ocidental da ilha de Baffin. Tem 920 km² de área, sendo a 347.ª maior ilha do mundo. A sua máxima altitude é de 151 m.
Administrativamente, pertence à Região de Qikiqtaaluk, no território autónomo de Nunavut.
O seu nome é uma homenagem ao explorador dinamarquês Jens Munk, que procurou a Passagem do Noroeste na região em 1619-20.